# David Vostell

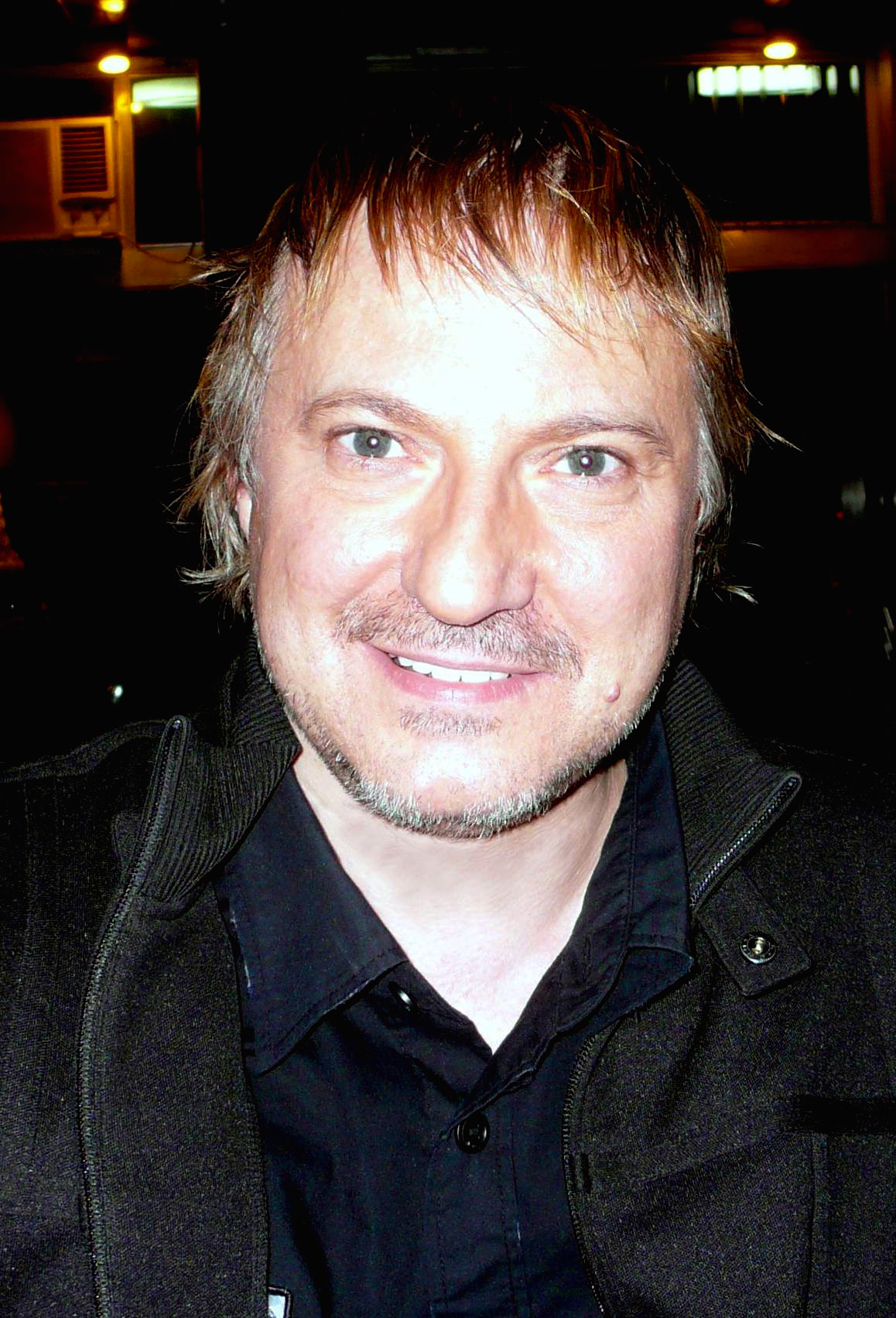
David Vostell (2009)

Santiago David Vostell (* 10. Oktober 1960 in Köln) ist ein deutsch-spanischer Komponist und Filmregisseur.

## Leben und Werk
Er ging als erstes Kind aus der Ehe zwischen Wolf Vostell und seiner spanischen Ehefrau Mercedes Guardado hervor. Sein Vater und dessen Kunst formten sein Weltbild seit frühester Kindheit. Das künstlerische Umfeld der 1960er Jahre und der frühen 1970er Jahre sowie die Weggefährten seines Vaters wie Nam June Paik und Allan Kaprow, mit denen er als Teenager oft am Tisch sitzt, prägten ihn stark.
1978 absolvierte er ein Praktikum beim Sender Freies Berlin, bei der Werbeagentur TBWA und als Schnittassistent. Er arbeitete als Filmvorführer, Fotolaborant und Fotograf. 1979 drehte er mit ehemaligen Schulfreunden auf Super 8 den Experimentalfilm 36574 Bilder. 1980 entstand der Dokumentarfilm Endogen Depression über die Realisierung einer Installation von Wolf Vostell.
1982 drehte er den Kurzfilm Ginger Hel mit Panterra Hamm und Mark Eins, Gründer von DIN A Testbild. Es handelt sich um eine skurrile Liebesgeschichte aus dem Berliner Underground. Hel ist in der nordischen Mythologie der Name sowohl der Unterwelt als auch der ihrer Göttin. Diese Anspielung auf die Mythologie wird in einigen Szenen des Films über die Rollen der Darsteller, die sich in mythologische Figuren verstricken, vermittelt.  Schon dieser frühe Kurzfilm lässt seine besondere Affinität zur Musik erkennen. Der Film wird geprägt durch Musik in langen rhythmischen Passagen, lange Kameraeinstellungen und auf elementare Szenen reduzierte Handlung und Dialoge der Darsteller. So entsteht eine Stilistik, in der die Musik die Szenen begleitet und gleichberechtigt mit dem Film ist. In Ginger Hel gibt es eine 3 Minuten lange Sequenz in der auf die Musik geschnittene Einstellungen zu sehen sind. Die Musik für diese Sequenz ist der Titel The call of lust von Mark Eins. So entstand im Film ein „Musikvideo“. Hier aber als Teil eines Kurzfilms und nicht als ein eigenständiges Musikvideo. Von 1985 bis 1987 realisierte David Vostell sieben Musikvideos. Anfang der 1980er Jahre begann er zu zeichnen und zu malen. Musikvideos von David Vostell sind in Videosammlungen von Museen zu sehen.
1990 drehte David Vostell in Los Angeles den Spielfilm The Being from Earth in englischer Sprache. Das Wesen der Erde, so der deutsche Verleihtitel, erzählt die phantastische Geschichte eines Wesens, einer Mischung aus Tier und Pflanze, geboren aus dem Sand der Mojave-Wüste. Der Filmtitel weist in erster Linie auf das aus der Erde geborene Wesen hin. Er ist auch als Metapher zu verstehen. In einer übertragenen Bedeutung bezieht er sich auf den Zustand der Erde und auf das Wesen oder auf die Existenz. Lange Kamerafahrten, auf das Essentielle konzipierte Spielszenen der Schauspieler, nur so viele Dialoge wie nötig und viel Musik lassen David Vostells individuelle Regie erkennen.
1992 entstand unter seiner künstlerischen Leitung der Dokumentarfilm Vostell 60 - Rückblick 92 über die Retrospektive von Wolf Vostell in mehreren Museen in Köln und anderen Städten in NRW. 1995 arbeitete er an einer Serie von Zeichnungen, in denen er filmische Visionen skizziert, und veröffentlichte das Sketch Book 95 / 96. 1998 entstand das Sketch Book 97 / 98.
Nach dem Tod von Wolf Vostell im Jahr 1998 erkannte David Vostell die Verantwortung im Erbe seines Vaters. Von 1998 bis 2001 strukturierte er das Wolf-Vostell-Archiv und gab ihm eine chronologische Ordnung.
2003 entstand die Sinfonie nº 1, 2004 die Sinfonie nº 2. 2005 komponierte David Vostell Formeln des Lebens. 24 Suiten zu 24 fundamentalen Wörtern wie Geburt, Liebe, und Traum. Das digitale Booklet zur CD ist eine CD (statt des üblichen Booklets) und zeigt alle 24 Wörter als digitale Fotocollagen, die im direkten Kontext zu seinen Kompositionen stehen.
2006 komponierte David Vostell Das Universum ist Musik. Ein Soundtrack zu den vom Hubble-Weltraumteleskop zur Erde übermittelten und überarbeiteten Videosequenzen ferner Galaxien. Das digitale Booklet zur CD zeigt 26 Abbildungen digitaler Fotocollagen, die Zeitreisen und die Suche nach fremden Lebensformen im Universum konkret visualisieren.
In den Jahren 2007 bis 2012 komponierte David Vostell Suiten, die erneut in Verbindung mit digitalen Fotocollagen stehen. Zu jeder Suite entstand eine digitale Fotocollage, die denselben Titel wie die Suite hat, und die zusammen veröffentlicht wurden. 2009 entstand der Soundtrack zu dem Video Reise durch den menschlichen Körper. Die klassische Orchestrierung der Suiten, die David Vostell seit 2005 komponiert, steht der unkonventionellen Melodik gegenüber. Oft ist ein Leitmotiv zu erkennen, das durch weitere Leitmotive ergänzt wird und frei von tonalen Bindungen sowie der Tonart ist.
In den digitalen Fotocollagen von David Vostell werden die Beziehungen zu Ereignissen und Dingen bildlich interpretiert und durch die Konfrontation verschiedenster Bilder in den Fotocollagen erweitert. Die Vielfalt der bildnerischen Elemente in den Fotocollagen sind ein Faktor für die unendlichen Möglichkeiten ihrer Interpretation. Die jeweilige Verbindung einer Suite mit einer digitalen Fotocollage machen Musik und Bild zu einer Einheit, die zu deuten so individuell ist wie der Betrachter selbst.
2012 erschien David Vostell – Suiten und digitale Fotocollagen 2005–2012. Diese Publikation zeigt digitale Fotocollagen aus diesen Jahren und beinhaltet zwei CDs mit den Suiten. David Vostell wandte die Technik der digitalen Fotocollage, bei der er ein Werkzeug einer Software zur Fotobearbeitung umfunktionierte, zum ersten Mal im Jahr 2005 an. 2010 entwickelte sich die Zusammenarbeit mit Iris Brosch. So komponierte David Vostell in den Jahren 2010 bis 2017 die Musik für die Videos Prélude, In Paradisum, Die Regen Göttin, Valentina, Woman and Nature near Extinction, L’Uomo, Vita und Vita II.

## Stil
David Vostells Spielfilm Das Wesen der Erde weicht stark vom herkömmlichen Kinoverständnis ab. Wie auch der Kurzfilm Ginger Hel ist Das Wesen der Erde ein rätselhafter Film, der die Frage nach dem Warum laufend stellt und nur selten beantwortet. Die Erwartung des Zuschauers auf eine erklärende konventionelle Erzählstruktur weicht schnell der Suche nach einer Erkenntnis. Verschiedene Deutungen der Handlung sind möglich und auch gewollt. Es entwickelt sich eine Verselbständigung des Films der man nur mühsam folgen kann. Das Wesen der Erde stellt die Vollkommenheit im Leben und im Film in Frage. Das Wesen im Film ist extrem passiv. Es beißt, frisst und tötet nicht. Charakteristisch ist es nur mit dem Wesen in Eraserhead von David Lynch zu vergleichen.
David Vostells Musikvideos sind von der technischen Perfektion der Musikvideos der 1980er Jahre weit entfernt. Seine Musikvideos sind experimentelle Mischungen von Bildern und Musik. Unscharfe, unruhige und sich oft wiederholende Einstellungen sind gegen die Konventionen ein stilbildendes Merkmal.

## Filmografie
- 1979: 36574 Bilder, Experimentalfilm (Super 8)
- 1980: Endogen Depression, Dokumentarfilm
- 1982: Das Porträt, Dokumentarfilm (Super 8)
- 1982: E.d.H.R., Dokumentarfilm (16 mm)
- 1982: Ginger Hel, Kurzfilm, Musik: Mark Eins (16 mm)
- 1985: Homo Sapiens, Musikvideo, Musik: Mark Eins
- 1985: Lost in Life, Musikvideo
- 1985: Tutila, Musikvideo
- 1985: She is so nice, Musikvideo, Musik: DIN A Testbild
- 1986: Cabala Música, Musikvideo
- 1986: Blue way in, Musikvideo
- 1987: Blood and Cokee,  Musikvideo, Musik: Mark Eins
- 1989: Coma Amazonica, Dokumentarfilm
- 1990: The Being from Earth, Spielfilm (35 mm)
- 1991: Bestia Pigra, Dokumentarfilm
- 1992: Vostell 60 - Rückblick 92, Dokumentarfilm[16]

## Diskografie
- 2003: Sinfonie nº 1
- 2004: Sinfonie nº 2
- 2005: Formeln des Lebens (24 Suiten)
- 2006: Das Universum ist Musik (Soundtrack)
- 2007: Influences (10 Suiten)
- 2008: EEM / Erotic Enlightenment Mythologies (9 Suiten)
- 2009: Reise - menschlicher Körper (7 Suiten)
- 2009: Reise durch den menschlichen Körper (Soundtrack)
- 2009: Benediction (Soundtrack)
- 2010: Serotonin (10 Suiten)
- 2010: Prélude (Soundtrack)
- 2011: Room (7 Suiten)
- 2012: My Mind (13 Suiten)
- 2012: In Paradisum (Soundtrack)
- 2012: Die Regen Göttin (Soundtrack)
- 2012: Valentina (Soundtrack)
- 2013: Woman and Nature near Extinction (Soundtrack)
- 2013: Solid (8 Suiten)
- 2014: Lone Ride (6 Suiten)
- 2014: Karma - Base, Volume 1 (9 Tracks)
- 2014: Endogen Depression (Soundtrack)
- 2015: L’Uomo - Dokumentarfilm (Soundtrack)
- 2015: L’Uomo - Featurette (Soundtrack)
- 2015: L’Uomo (Soundtrack)
- 2015: Vita (Soundtrack)
- 2015: Cruising at night (Soundtrack)
- 2015: Beautiful Earth (Soundtrack)
- 2015: Biest (3 Tracks)
- 2016: Curse (3 Tracks)
- 2016: How Sweet It Is To Love (Soundtrack)
- 2017: For you (Soundtrack)
- 2017: Vita II (Soundtrack)
- 2017: Revenge (3 Tracks)
- 2018: Ease (3 Tracks)
- 2019: Shine (3 Tracks)
- 2020: Glow44 (3 Tracks)
- 2021: Nepenthes (3 tracks)
- 2022: Beyond25 (3 tracks)

## Digitale Fotocollagen (Auswahl)
- 2005: Formeln des Lebens
- 2006: Das Universum ist Musik
- 2007: Influences
- 2008: EEM / Erotic Enlightenment Mythologies
- 2009: Reise - menschlicher Körper
- 2010: Serotonin
- 2011: Room
- 2012: My Mind

## Publikationen (Auswahl)
- 1982: Triptychon (MC mit 6 Titeln in Zusammenarbeit mit Mark Eins und Ziggy Schöning)
- 1985: Work on Video by David Vostell (VHS)
- 1992: My Intuitive Video 1979–1989 (VHS)
- 1992: The Being from Earth (VHS)
- 1992: Ginger Hel (VHS)
- 1992: Vostell 60 – Review 92 (VHS)
- 1996: Michaela Nolte: David Vostell. Sketch Book 95 / 96
- 1998: David Vostell. Sketch Book 97 / 98
- 2007: Vostell 60 – Review 92 (DVD)
- 2012: David Vostell - Suiten und digitale Fotocollagen 2005–2012 (MP3, CD)
- 2013: David Vostell, short films, music videos, documentaries 1979–1992 (Special Edition auf USB-Stick)
- 2014: The World of David Vostell. Short films, music videos, documentaries, music and more 1979–2014 (Special Edition auf USB-Stick)
- 2016: Wolf Vostell, Seismograph seiner Epoche, Werke 1952–1998. Herausgeber David Vostell. LB Publikation, The Wolf Vostell Estate
- 2016: The World of David Vostell. Short films, music videos, documentaries, music, and more 1976–2016 (Special Edition auf USB-Stick)
- 2018: Mercedes Guardado, La historia del Museo Vostell Malpartida, LB Publication, Herausgeber David Vostell. The Wolf Vostell Estate, ISBN 978-84-949836-2-7.
- 2018: Iris Brosch, Trilogy - A Warning for the 21st Century. Editions du Temple (DVD und Blu-ray)
- 2018: Trilogy - A Warning for the 21st Century, Soundtrack (Edition auf USB-Stick)
- 2019: The World of David Vostell 1976–2018. Sun Chariot Books, Cáceres 2019, ISBN 978-84-949836-3-4.
- 2020: Queridísima. Mercedes Guardado y Wolf Vostell, LB Publication, Herausgeber David Vostell. The Wolf Vostell Estate, Cáceres 2020, ISBN 978-84-949836-5-8.
- 2020: The World of David Vostell. Short films, music videos, documentaries, music, and more 1976–2020, Limited Edition (Edition auf USB-Stick)
- 2022: The Being from Earth. Blu-ray. Original English Version,  nine disc, Limited Edition (100), 9 Art Cards. Extra content auf USB-Stick
- 2022: The Being from Earth. Blu-ray. Original English Version, Illuminated Nebula, Standard Edition (100)
- 2022: The Being from Earth. Blu-ray. Original English Version, Illuminated Nebula, Limited Metal Edition (150), digital Remastering vom Original 35 mm Negativ (Seitenverhältnis: 1,85:1)[17]
- 2022: The World of David Vostell 1975–2022, Special Edition (Edition auf USB-Stick)